# Geelgroene lori
De geelgroene lori (Saudareos flavoviridis synoniem: Trichoglossus flavoviridis) is een vogel uit de familie Psittaculidae (papegaaien van de Oude Wereld).

## Verspreiding en leefgebied
Deze soort komt voor op de Sula-eilanden. 

## Status
De grootte van de populatie is niet gekwantificeerd maar de soort wordt omschreven als algemeen. Op de Rode lijst van de IUCN heeft deze soort de status niet bedreigd.